# Mitt liv som död
Mitt liv som död (originaltitel: Dead Like Me) är en amerikansk TV-serie från 2003–2004. Den är en dramakomedi om hur man lever livet efter döden, spelades in i Vancouver och har Ellen Muth i huvudrollen som den nyblivna "liemannen" George Lass.
Utmärkande för serien är dess mix av komedi och drama, såväl som den udda grundhistorien. 2009 fortsattes historien med långfilmen Dead Like Me: Life After Death.

## Handling och medverkande
Serien handlar om en grupp liemän i en stad som enligt översiktssekvenser kan vara Seattle, Washington. Liemännen flyttar själarna från folk precis innan de dör och eskorterar dem sedan tills de kan gå vidare.

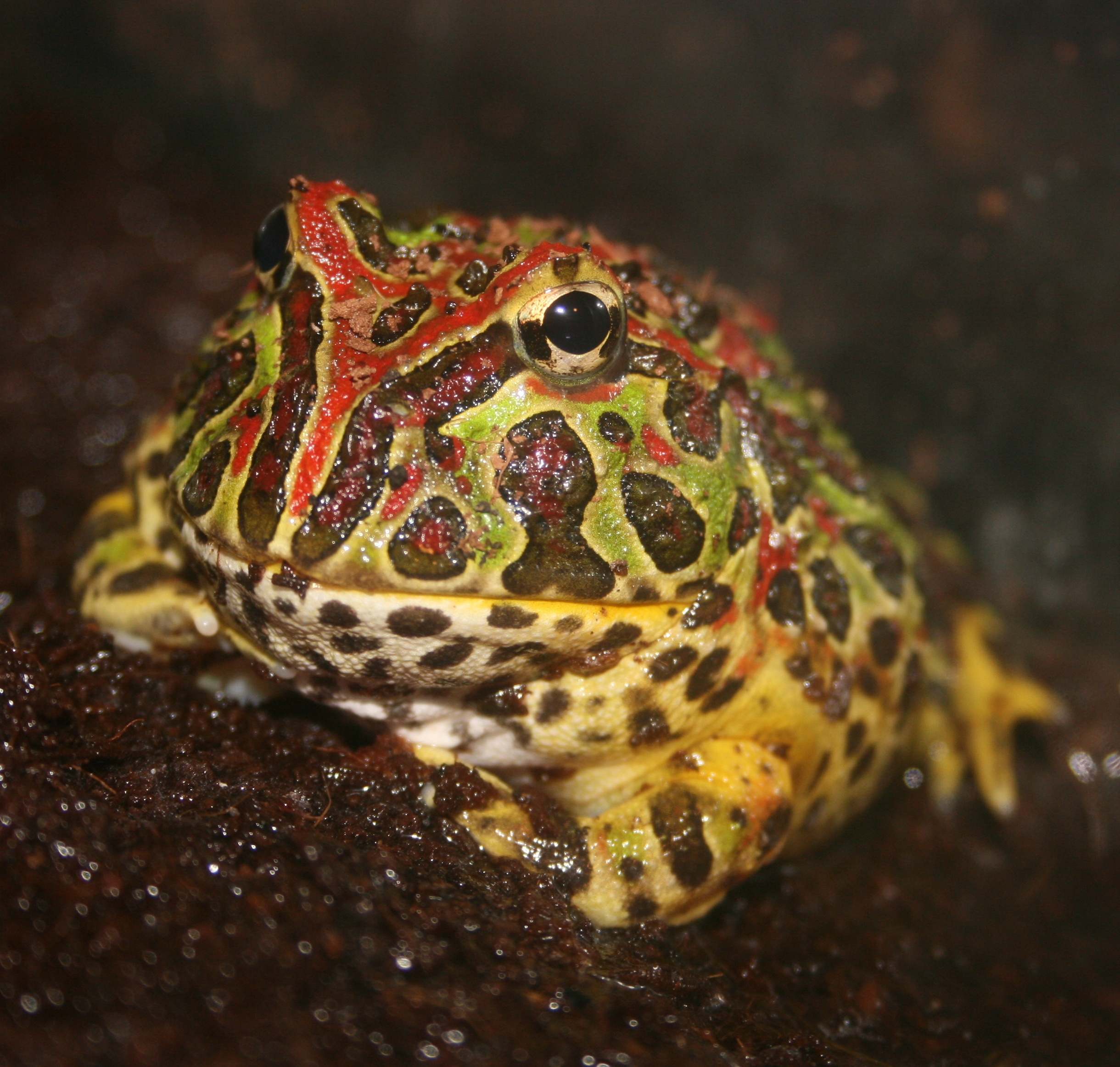
Argentinsk horngroda, seriens "Padda" och en gång livets förvaltare.

Historien berättas genom den nyblivna liemannen George Lass ögon. Hon är arton år gammal och blev lieman vid sin död.
I inledningen till TV-serien förklaras i hur Padda en gång hade ansvaret för livet i en kruka och hur Groda genom att låna krukan, tappa den och därigenom släppa ut livet skapade Döden. Denna "skapelsemyt" (jämför med Pandoras ask) presenteras som förklaringen till varför döden finns och varför liemännen behövs för att hjälpa själarna ur livet och in i livet efter detta. I TV-serien presenteras padda som en argentinsk horngroda.
Under seriens gång får man följa Georges liv, både som lieman och som kontorsbiträde (även döda personer behöver kunna försörja sig) på rekryteringsföretaget Happy Time. Efter döden gör hon försök att följa sin tidigare familj och interagera med sin tidigare yngre syster Reggie. Som "odöd" lieman har hon fått ett nytt utseende och känns inte igen av sina tidigare bekanta, trots att hon kan fortsätta vistas i grannskapet.

## Rollista (i urval)
Familjen Lass
- Georgia "George" Lass (Ellen Muth), 1985–2003 – 18-årig avhoppare från college. Avlider efter att ha blivit träffad av en nedfallande toastolssits från den ryska rymdstationen Mir. Får anställning på bemanningsföretaget Happy Time, i sin postuma gestalt som Millie Hagen.
- Reggie Lass (Britt McKillip) – Georgias yngre syster. Ignorerad av storasyster medan denna levde men tar illa vid sig vid systerns bortgång.
- Joy Lass (Cynthia Stevenson) – Georgias mor. Vill ha ordning omkring sig, vilket kan bero på hennes svårigheter att bemästra den krisande familjen efter Georges bortgång.
- Clancy Lass (Greg Kean) – Georgias far. Professor i engelska vid universitetet. Relationen med Joy utsätts för påfrestningar under seriens gång.

Liemännen
- Rube Sofer (Mandy Patinkin), 1876–ca 1927 – arbetsledare för ett arbetslag liemän och vars dagliga uppdrag tillhandahålls via Post-it-lappar.
- Mason (Callum Blue), 1939–1966 – narkotikaberoende britt, alkoholist och tjuv, men trots det en trevlig typ.
- Roxy Harvey (Jasmine Guy), före 1960–1982 – viljestark och självständig kvinna. Arbetar som parkeringsvakt, senare som polis.
- Betty Rhomer (Rebecca Gayheart), 1899–1926 – självsäker samlare av Polaroid-foton på döda människor, klassificerade efter personlighetstyp. Medverkar i avsnitt 1–5.
- Daisy Adair (Laura Harris), före 1915–1938 – egocentrerad skådespelerska som gärna återberättar sina sexuella eskapader från filmbranschen. "Ersätter" Betty i arbetslaget från avsnitt 6.

Övriga
- Dolores Herbig (Christine Willes) – Georges/Millies arbetsgivare på bemanningsföretaget Happy Time. Optimist och aktiv människa. Ogillade George men blir något av en modersfigur till Millie.
- Crystal Smith (Crystal Dahl) – Happy Times mystiska receptionist.

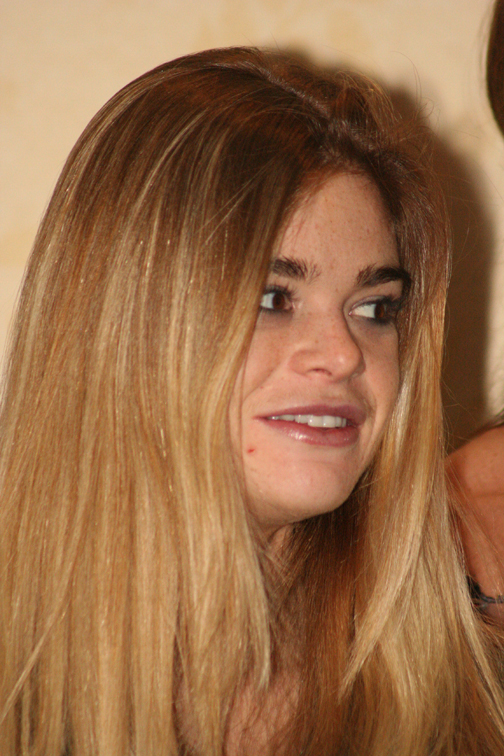
Ellen Muth (2007), seriens Georgia "George" Lass.
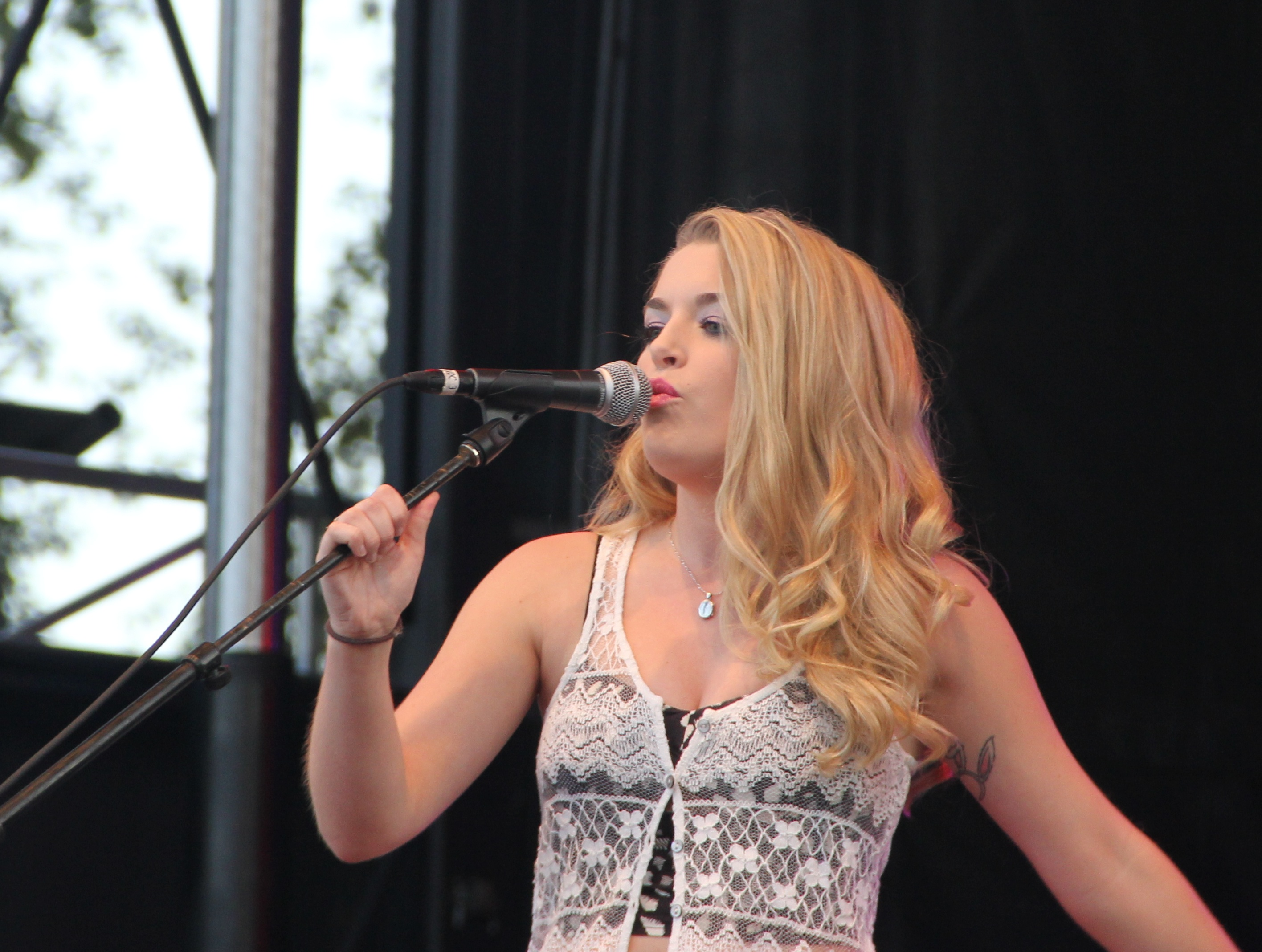
Britt McKillip (2012), seriens Reggie Lass.
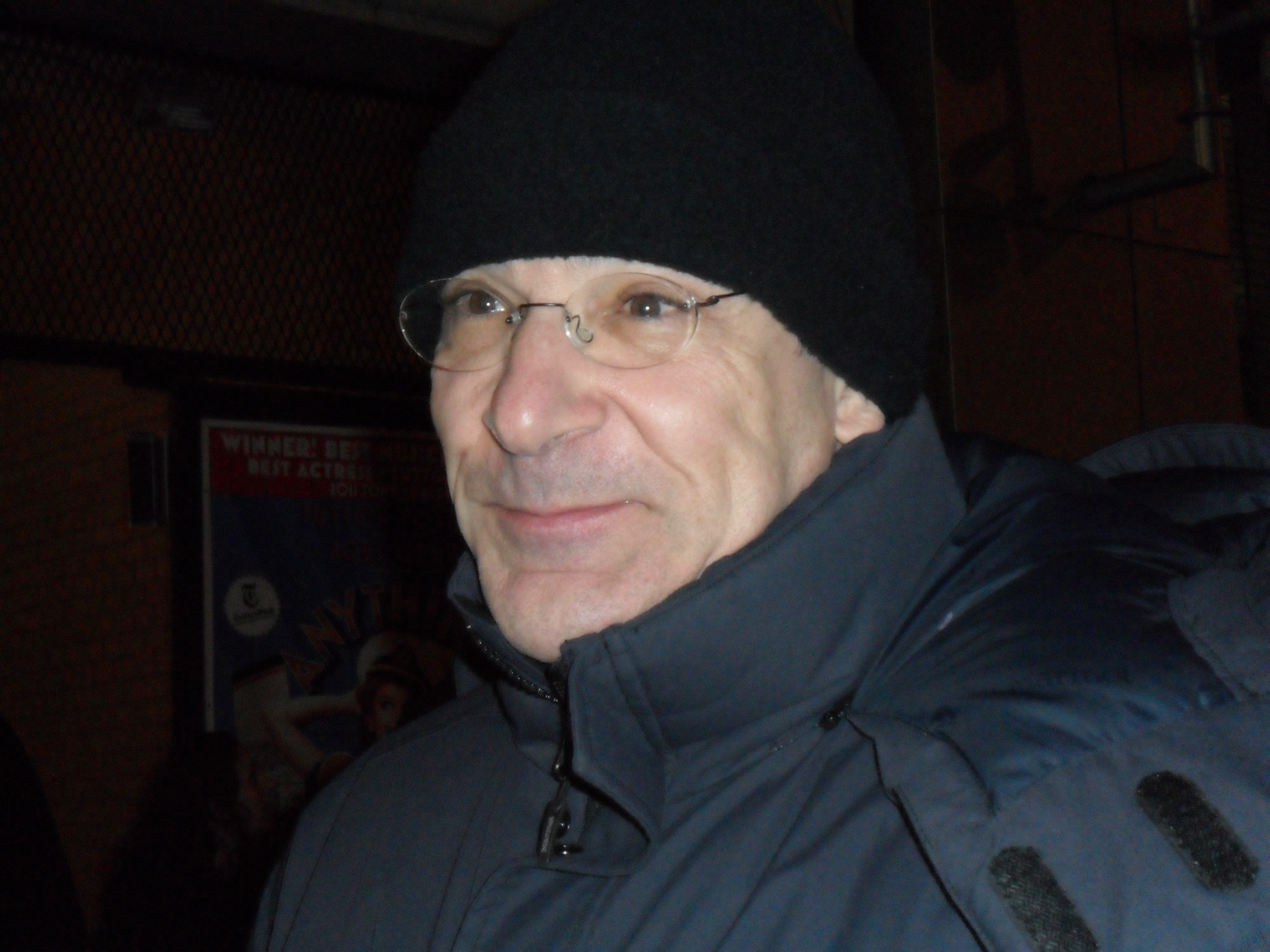
Mandy Patinkin (2012), seriens Rube Sofer.
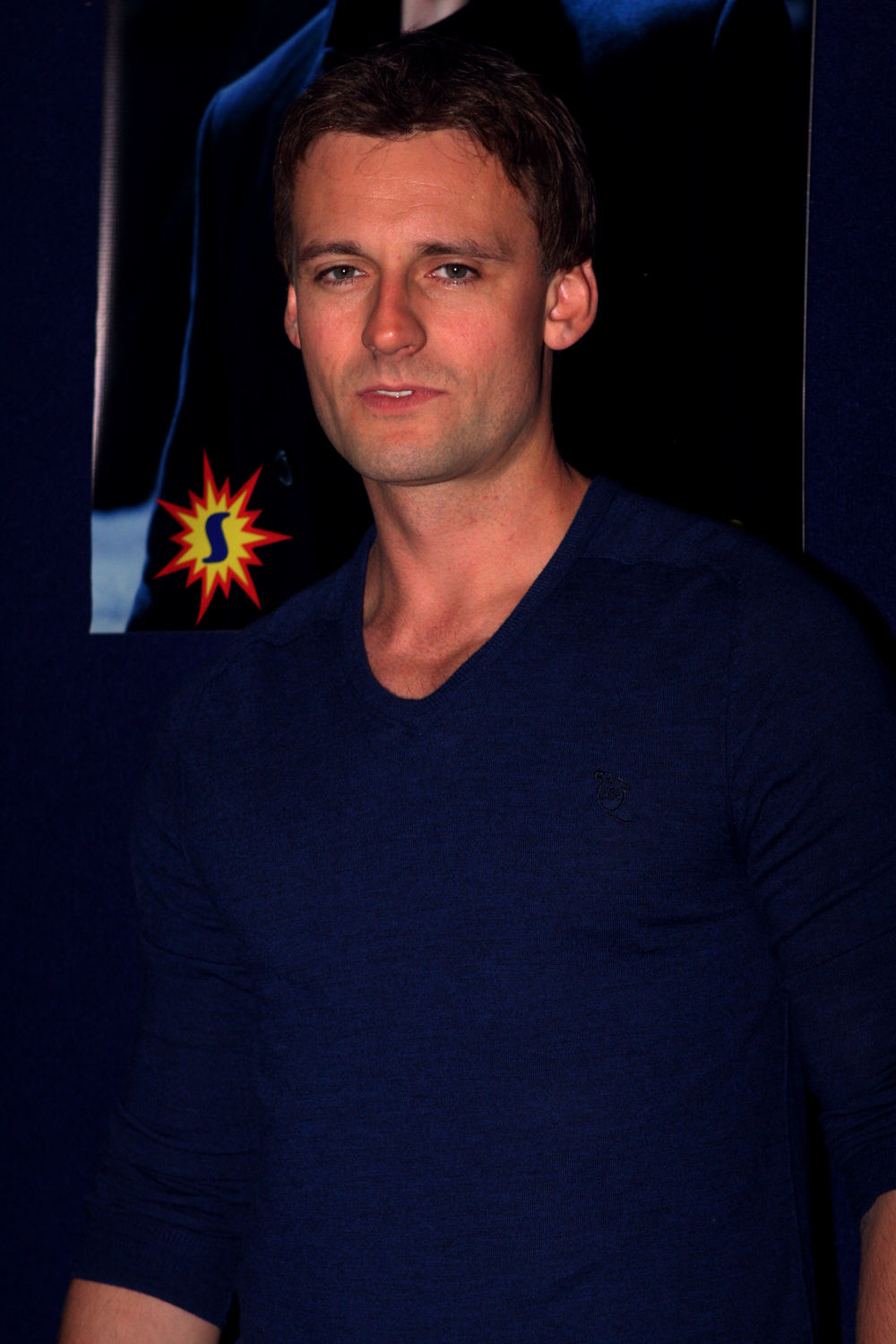
Callum Blue (2012), seriens Mason.
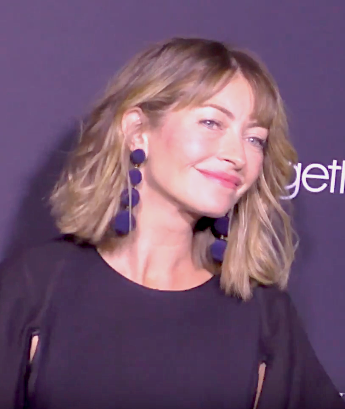
Rebecca Gayheart (2016), seriens Betty Rhomer.

## Produktion
TV-serien spelades till största delen in i Vancouver, även om översiktsscener i seriens inledning presenterar Seattle på andra sidan nationsgränsen som miljö för händelserna. I serien visas bland annat gatumiljöer från Vancouvers centrum, universitetsmiljöer och kyrkogården Mountain View Cemetery, medan interiörscener ofta är inspelade i studiomiljö eller i Pasadena.

### Distribution
I USA visades seriens första avsnitt den 27 juni 2003 på kanalen Showtime, och den andra säsongen började sändas sommaren 2004. I Frankrike sändes det första avsnittet den 14 februari 2004 på kanalen Jimmy, och i Sverige visades det första avsnittet på SVT1 den 2 september samma år.
Två säsonger om sammanlagt 29 avsnitt producerades. Den 17 februari 2009 (fem år efter TV-seriens slut) släpptes Dead Like Me: Life After Death, en direkt-till-DVD-film. Där återkom bland annat Ellen Muth (George) och Callum Blue (Mason) i sina roller från TV-serien.

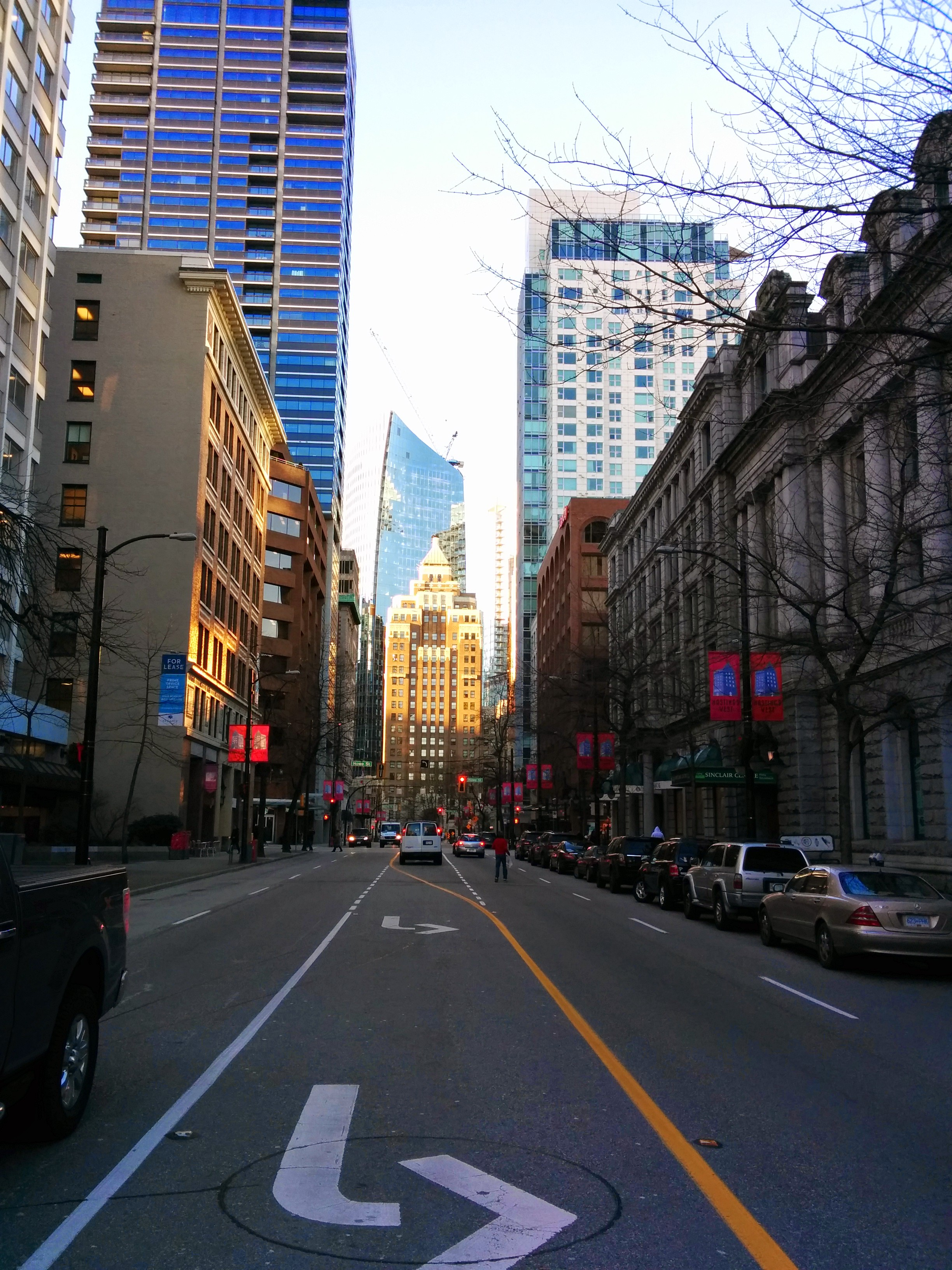
Howe Street i Vancouver, miljö för Georges död i seriens inledning.
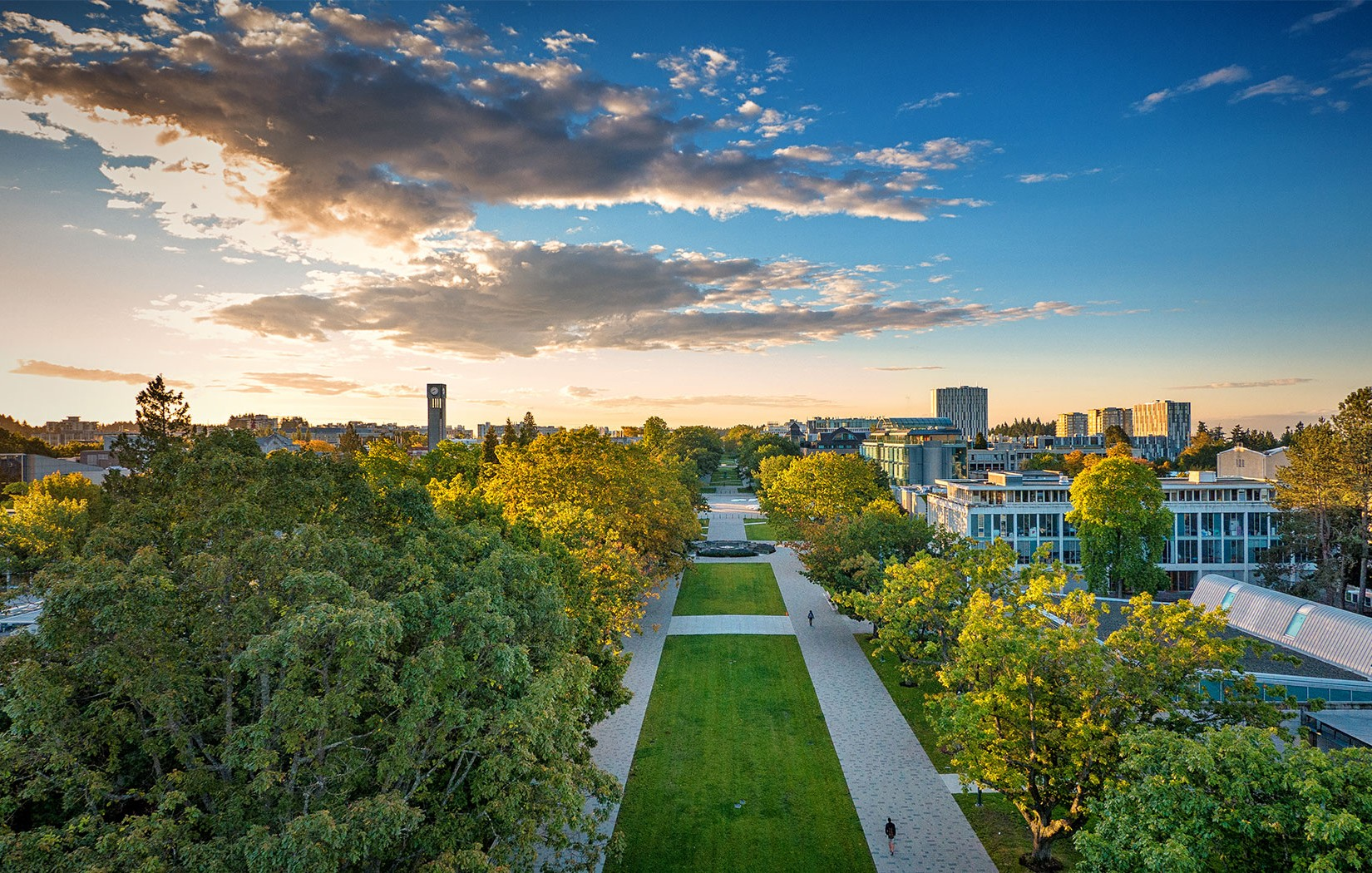
Miljöer vid University of British Columbia förekommer flera gånger under seriens gång.
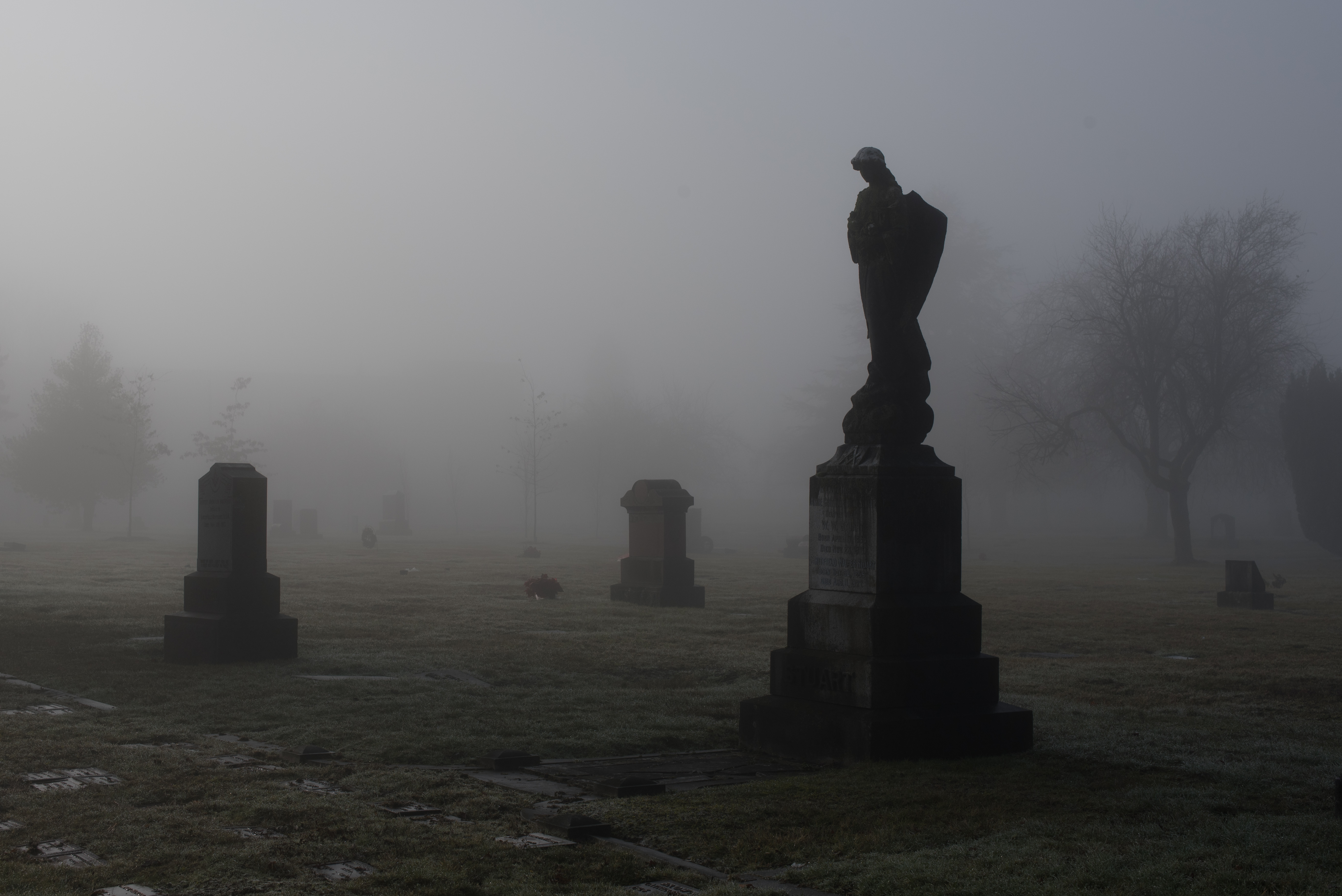
Mountain View Cemetery, inspelningsplats för begravningsscener i serien.

### Fullerverse
Bryan Fuller, som skapade seriens grundkoncept, regisserade och skrev manus till den första säsongen av serien. Efter åsiktsskillnader omkring seriens utveckling mellan honom och produktionsbolaget, lämnade Fuller produktionen inför säsong 2. Medan James Marshall (iii), David Streyton och andra tog hand om regin under den andra säsongen, arbetade Fuller under 2004 med sin nya serie Wonderfalls. I både den serien (placerad i Niagara Falls) och hans senare Pushing Daisies (med en livräddande pajbagare i huvudrollen) återkom teman, skådespelare och rollfigurer från Mitt liv som död. Vissa har benämnt de många medvetna kopplingarna mellan dessa tre serier, samt hans TV-serie Hannibal, som "Fullerverse" ('Fullerversum').

## Avsnitt
Samtliga avsnitt är 45 minuter långa, förutom det första i säsong 1 som är 75 minuter långt.
| 1. Pilotavsnitt 2. Dead Girl Walking 3. Curious George 4. Reapercussions 5. Reaping Havoc 6. My Room 7. Reaper Madness 8. A Cook 9. Sunday Mornings 10. Business Unfinished 11. The Bicycle Thief 12. Nighthawks 13. Vacation 14. Rest in Peace | 1. Send in the Clown 2. The Ledger 3. Ghost Story 4. The Shallow End 5. Hurry 6. In Escrow 7. Rites of Passage 8. The Escape Artist 9. Be Still My Heart 10. Death Defying 11. Ashes to Ashes 12. Forget Me Not 13. Last Call 14. Always 15. Haunted |